# توت أحمر
توت أحمر (الاسم العلمي: Morus rubra) هي نوع نباتي يتبع جنس التوت من الفصيلة التوتية. نوع من التوت الزراعي التزيني. أشجاره كبيرة القد تعلو من 20 إلى 30 متراً. أعصانه غليظة فارشة. أوراقه معنَّقة متعاقبة نصلها قلبي الشكل مستدير القاعدة ناعم البشرة خملي الصفحة السفلى خملها أطحل اللون. ثماره شمولية اسطوانية الشكل ارجوانية تطول نحو 3 سم. أخشابه ناعمه الرقعة صلبة المكسر صفراء تستعمل في الصناعات الخشبية.
يمكن العثور عليه من أونتاريو، ومينيسوتا،وفيرمونت جنوبًا إلى جنوب فلوريدا، وغربًا حتى جنوب شرق داكوتا الجنوبية، ونبراسكا، وكانساس، ووسط تكساس. كانت هناك تقارير عن وجود مجموعات معزولة (من المرجح جدًا أن تكون قد تأقلمت طبيعياً) في نيو مكسيكو، وأيداهو، وكولومبيا البريطانية. وهو شائع في الولايات المتحدة، ومدرج ضمن الأنواع المهددة بالانقراض في كندا، وهو عرضة للتهجين مع التوت الأبيض الغازي ( M. alba )، الذي أُدخل من آسيا. 

## الوصف
يُعد التوت الأحمر شجرةً نفضيةً صغيرة إلى متوسطة الحجم، يصل ارتفاعها إلى 10–15 متر (35–50 قدم)، ونادرًا ما يصل إلى 21 م (69 قدم). ويصل قطر جذعها إلى 50 سنتيمتر (20 بوصة). ويمكن أن يعيش لمدة تصل إلى 125 عامًا. 
الأوراق متبادلة التوزيع، يتراوح طولها بين 7-18 سم (2+3⁄4–7 بوصة) (ونادرًا ما تصل إلى 36 سم أو 14+1⁄4 بوصة) وعرضها بين 8-12 سم (3+1⁄4–4+3⁄4 بوصة) (وهي تقريبًا ضعف حجم أوراق التوت الأبيض). الأوراق بسيطة وواسعة الشكل القلبي، مع شق ضحل عند القاعدة، وعادةً ما تكون غير مفصصة في الأشجار الناضجة، لكنها غالبًا ما تحتوي على 2-3 فصوص، خاصة في الأشجار الصغيرة، ولها حافة مسننة بدقة. على عكس أوراق التوت الأبيض (M. alba)، التي تتميز بسطح علوي لامع، فإن السطح العلوي لأوراق التوت الأحمر خشن بشكل ملحوظ، يشبه ملمس ورق الصنفرة الناعم، أما السطح السفلي فهو مغطى بكثافة بشعيرات ناعمة. يفرز عنق الورقة عصارة لبنية عند قطعه. تتحول الأوراق إلى اللون الأصفر في فصل الخريف.
الزهور غير واضحة نسبيًا: صغيرة، خضراء مصفرة أو خضراء محمرة، وتتفتح مع ظهور الأوراق. توجد الأزهار المذكرة والمؤنثة عادة على أشجار منفصلة على الرغم من أنها قد تظهر على نفس الشجرة.[بحاجة لمصدر]
الثمرة عبارة عن مجموعة مركبة من عدة أَكَنات صغيرة محاطة بكأس سمين، تشبه في مظهرها العليق الأسود بطول 2–3 سـم (0.79–1.18 بوصة). يكون لونها في البداية أخضر باهت، ثم ينضج ليصبح أحمر أو أرجواني داكن. 
يطوّر التوت الأحمر نظام جذور واسع النطاق، يحتوي على جذور جانبية وأفقية تبقى ضمن الـ 24 بوصة العلوية من التربة، بالإضافة إلى جذور صغيرة رأسية تنشأ من الجذور الجانبية. يوفّر هذا المزيج الاستقرار للشجرة، ويسمح لها بامتصاص العناصر الغذائية من سطح التربة حيث تكون المغذيات أكثر وفرة.
يتسم التوت الأحمر بقدرته على تحمل درجات الحرارة تحت الصفر، كما يتسم بقدرته النسبية على تحمل الجفاف، والتلوث، والتربة الفقيرة، على الرغم من أن التوت الأبيض أكثر قدرة على التحمل. 
تبحث الطيور عن التوت على نطاق واسع في الربيع وأوائل الصيف في أمريكا الشمالية؛ حيث سُجِّل ما يصل إلى 31 نوعًا من الطيور تزور شجرة مثمرة في أركنساس.  ويُلقَّح التوت الأحمر عن طريق الرياح. 
أكبر شجرة توت أحمر في العالم حاليًا توجد في هامبورغ، مقاطعة آشلِي، أركنساس. وفقًا للسجل الرسمي لأشجار الغابات الوطنية المتميزة، يبلغ محيط جذع هذه الشجرة 305 بوصات، وارتفاعها 75 قدمًا، وامتداد تاجها 71 قدمًا.

## التوزيع
نبات التوت الأحمر موطنه الأصلي الولايات المتحدة. ينتشر M. rubra من ساحل المحيط الأطلسي إلى الحافة الشرقية للسهول الكبرى، وجنوبًا إلى جنوب فلوريدا وشمالًا إلى جنوب غرب أونتاريو في كندا. يمكن العثور على التوت الأحمر الأصلي في الغالب في المناطق المشاطئة، ويعتبر نادرًا ومهددًا في العديد من المناطق بما في ذلك شمال شرق الولايات المتحدة وجنوب شرق كندا.[بحاجة لمصدر]
إن M. alba المتشابهة شكليًا تشكل تهديدًا محتملًا لوجود M. rubra بسبب التوسع السريع في النطاق وأنماط النمو العدوانية والمزايا الإنجابية على M. rubra. يعتبر التوت الأحمر حاليًا مهددًا بالانقراض في كندا، وفي الولايات المتحدة الأمريكية، وولايتي كونيتيكت وماساتشوستس، كما أنه مهدد بالانقراض في ميشيغان وفيرمونت. 

## الزراعة

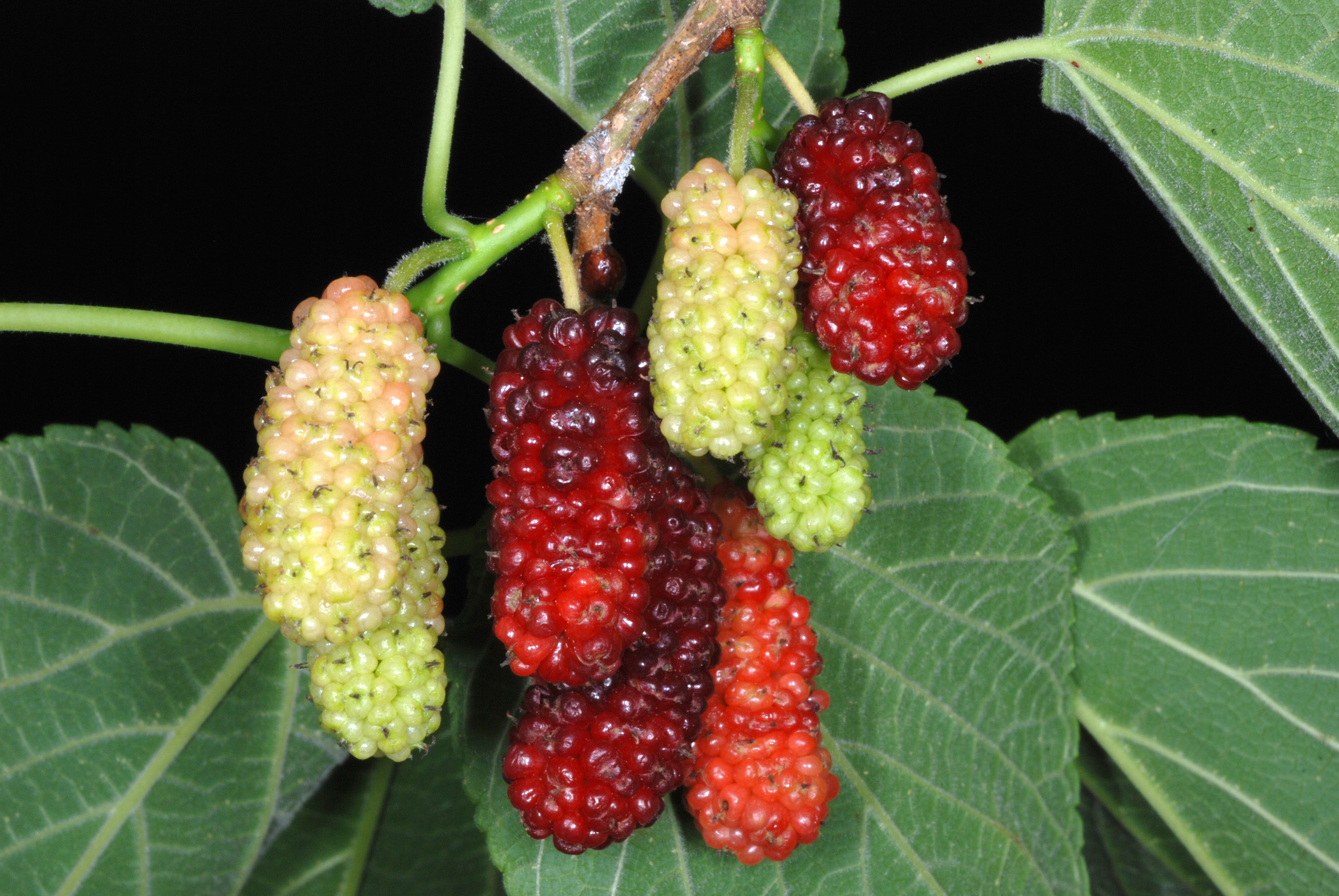
ثمار التوت

في المرحلة المبكرة، يكون التقليم ضروريًا لتمكين شجرة التوت الأحمر من تطوير إطار قوي. بعد ذلك، تتضمن متطلبات التقليم لشجرة التوت الأحمر إزالة الخشب الميت أو المزدحم بشكل أساسي. وللحفاظ على شكل الشجرة أنيقًا، يُقترح اختيار عدد قليل من الفروع الرئيسية وقطع الفروع الجانبية إلى ستة أوراق في شهر يوليو. وهذا يسمح للنتوءات بالتطور بالقرب من الفروع الرئيسية. ومع ذلك، تميل شجرة التوت الأحمر إلى النزيف بعد التقليم، لذلك يجب تقليل التقليم إلى الحد الأدنى ويجب أن تُقَلَّم عندما تكون الشجرة في حالة سكون، حيث يكون النزيف أقل حدة حينها. يجب تجنب إزالة الفروع التي يزيد قطرها عن 2 قطر تمامًا.  عند حرث التربة يجب الانتباه لعدم إتلاف الجذور الأفقية، حيث إن من شأنه أن يضعف امتصاص العناصر الغذائية. 
في السنة الأولى من حياة شجرة التوت الأحمر، يعد توفير إمدادات كافية من المياه أمرًا بالغ الأهمية لتطور نظام الجذر. يجب أن تُروى أشجار التوت الصغيرة جيدًا مرتين في الأسبوع إذا كانت تنمو في تربة خفيفة ومرة واحدة في الأسبوع إذا كانت تنمو في تربة طينية. وفي وقت لاحق، يصبح التوت الأحمر مقاومًا للجفاف، على الرغم من أنه في ظل ندرة المياه قد يسقط ثماره مبكرًا جدًا مما يؤدي إلى خسائر في محصول التوت. لذلك، لإنتاج التوت، يوصى بالري في ظل ظروف جافة. 
تساعد عملية التغطية على الاحتفاظ بالرطوبة في التربة وتقليل المنافسة مع العشب والأعشاب الضارة. لذلك ينصح باستخدام المهاد تحت أشجار التوت. لا ينبغي أن تلمس النشارة الجذع لأن هذا قد يؤدي إلى التعفن.  تنمو أشجار التوت بشكل جيد مع القليل من الأسمدة أو بدونها. يجب تجنب التسميد أكثر من مرتين في السنة، حيث أن التسميد بعد شهر يوليو قد يؤدي إلى أضرار ناجمة عن التجمد.[بحاجة لمصدر] تُستهدف قيمة NPK بمقدار 10-10-10 واعتمادًا على العناصر الغذائية المتوفرة في التربة، يجب إضافة عناصر غذائية أخرى مثل الحديد. 
عادة ما يكون التوت الأحمر خاليًا من الآفات والأمراض ولكن في بعض المناطق قد يحدث "مرض الفشار". في هذه الحالة، يجب جمع الثمار المصابة وحرقها، لمنع تكاثر مسببات الأمراض والبقاء على قيد الحياة للموسم التالي.  في حالة الزراعة للحصول على الفاكهة، يجب زراعة نباتات ذكرية وأخرى أنثوية، إذا اختير صنف أحادي المسكن. ومع ذلك، هناك أيضًا أصناف ثنائية المسكن. ولجمع الثمار، عادة ما تُهَز الفروع وتُجمع الثمار يدويًا. 

### متطلبات المناخ والتربة
ينمو التوت في ظروف مناخية مختلفة ويمكن العثور عليه في المناخات بين المعتدلة والاستوائية.  تتطلب نباتات التوت الأحمر هطول أمطار إجمالي سنوي يتراوح بين 1,000–2,000 مـم (39–79 بوصة) وهي تتكيف مع ارتفاعات تصل إلى 800 متر مستوى سطح البحر. تتكون البيئة الأصلية للتوت الأحمر في أغلب الأحيان من الغابات الرطبة، والغابات الكثيفة في السهول الفيضية، والتلال الرطبة، ووديان الأنهار.[بحاجة لمصدر]
يمكن للتوت تحمل فترات قصيرة من الفيضانات وتحمل درجات حرارة منخفضة تصل إلى −36 °م (−33 °ف). تتراوح درجات الحرارة المثالية للنمو بين 24 و 28 °م (75 و 82 °ف) . يجب أن يكون هناك ما لا يقل عن 140 يومًا خاليًا من الصقيع في السنة.  تنمو الشجرة عادة تحت أشعة الشمس الكاملة، ولكن من الممكن أيضًا أن تنمو في ظل جزئي. كما أن التوت الأحمر يتحمل الجفاف أيضًا. 
في موطنه الأصلي ينمو التوت الأحمر في غابات الأخشاب الصلبة الرطبة في التربة الرطبة،  على الرغم من أنه يمكن العثور عليه في العديد من أنواع التربة الرطبة المختلفة. تشمل هذه الترب: inceptisols، وalfisols، وspodosols، وultisols. تفضل النباتات التربة العميقة جيدة التصريف، التي تتراوح بين الطينية والرملية الطينية، والتي تتميز بقدرة عالية على الاحتفاظ بالرطوبة. ويُعد الرقم الهيدروجيني للتربة بين 5 و7 هو الأمثل.

### الإنتاجية
تنتج أشجار التوت الخشب اللازم في صناعة الأخشاب، ويبلغ متوسط ارتفاعها 10-15 مترًا وقطرها 50 سم. حجم الأخشاب يتراوح بين 0.962 متر مكعب إلى 1.435 متر مكعب.  يتمتع خشب التوت بنفس جودة خشب السنديان، والذي يمكن بيعه بسعر 90-150 يورو للمتر المكعب. ومع ذلك، لتحقيق كمية 1م3، يتعين علينا إزالة الشجرة بأكملها، وهو ما قد يكون له نتائج عكسية في حالة إنتاج الفاكهة. 
ومع ذلك، يمكن استخدام الأخشاب الناتجة عن تقليم أشجار التوت كحطب، بينما تُستخدم الأجزاء الأكبر في صناعة الأثاث أو الأغراض الدوّارة. يمكن تحقيق إنتاج إضافي يتراوح بين 8 إلى 12 طنًا/فدان/سنة (20–30 طنًا/هكتار/سنة) من الأجزاء الصغيرة والأوراق التي تُستخدم كعلف. بعد زراعة أصناف الشتلات لمدة تتراوح بين سنتين إلى ثلاث سنوات، تبدأ الأشجار في إنتاج الفاكهة. في السنوات الأولى، يُتوقع أن يتراوح إنتاج الفاكهة بين 3 إلى 5 كغم لكل شجرة سنويًا، ويصل الإنتاج إلى 300 كغم للشجرة الناضجة.

## الجوانب الاقتصادية
في عام 2015، اُستورد ما يقرب من 3.4 مليون رطل من التوت المجمد إلى الولايات المتحدة - بقيمة سوقية تبلغ 2.6 مليون دولار أمريكي. لا يزال الطلب على الفاكهة يرتفع والأسعار مرتفعة. وهذا يشكل فرصة عظيمة لمنتجي التوت.  تستغرق شجرة التوت عشر سنوات من مرحلة الشتلات حتى تثمر.  وهكذا، عند اتخاذ قرار بناء بستان للتوت، يتعين علينا ألّا نقد الطلب الحالب، بل إمكانات السوق بعد عشر سنوات. وهذا يتطلب المزيد من المخاطرة والتخطيط على المدى الطويل. ومع ذلك، هناك أصناف مُطَعَّمة تُنتج الثمار مبكرًا  وتقلل من هذه المشكلة.
وفي المستقبل، قد تزداد الجدوى الاقتصادية لإنتاج التوت بشكل أكبر، حيث أن مقاومته للجفاف تشكل فرصة للزراعة في ظل تغير المناخ، كما أن الفاكهة تحتوي على العديد من العناصر الغذائية الدقيقة والفيتامينات، في حين يولي الناس المزيد والمزيد من الاهتمام للتغذية الصحية.[بحاجة لمصدر]
نظرًا لأن إنتاج التوت لم يُؤتمت بشكل جيد بعد، فإن العملية تتطلب الكثير من العمل اليدوي، خاصةً في حصاد الفاكهة. ومع ذلك، هناك إمكانية لميكنة عملية هز الفروع، على غرار ما يحدث في حصاد الكرز الحامض. إن إحدى الصعوبات التي تواجه الاستخدام التجاري للتوت تتمثل في هشاشة التوت مما يشكل تحديًا في التخزين والنقل.  الدول الرائدة في إنتاج فاكهة التوت هي تركيا وإيران. وهما الموردان الرئيسيان للتوت إلى أوروبا. ومع ذلك، يتركز إنتاجهما بشكل أساسي على التوت الأبيض والأسود، مما يجعل إنتاج التوت الأحمر أقل انتشارًا حتى الآن.[بحاجة لمصدر]
تشكل الزراعة الحراجية فرصة لتحسين جدوى زراعة التوت الأحمر بشكل أكبر. تؤدي زراعة المحاصيل البقولية قصيرة المدة كزراعة بينية إلى تحسين التربة، والسيطرة على الأعشاب الضارة، وصنع إيرادات إضافية. 

## النواحي الغذائية
يتكون التوت الطازج في معظمه من الماء. تحتوي كل 100 غرام منه على 1.2 غرام من البروتين و0.85 غرام من الدهون.  يحتوي التوت المجفف، وهو الشكل الأكثر استهلاكًا، على 70 غرامًا من الكربوهيدرات، و14 غرامًا من الألياف، و12 غرامًا من البروتينات، و3 غرامات من الدهون لكل 100 غرام.
يعتبر التوت غنيًا بفيتامين سي، والكالسيوم، والحديد، والبوتاسيوم. 

## القيود والعيوب
وعلى الرغم من كل الفرص والفوائد المذكورة، هناك بعض العيوب والقيود على زراعة التوت الأحمر:
- لا يمكن استخدام التوت الأحمر في إنتاج الحرير مثل التوت الأبيض. ترفض دودة القز أوراق التوت الأحمر. [41]
- لا يمكن استعمال التوت الأحمر كحل قصير المدى، بسبب الوقت المتبقي حتى ظهور الثمار الأولى. وبدلاً من ذلك، فإنه يتطلب التخطيط على المدى الطويل. يُحصل على أعلى الغلة بعد 30-85 سنة. [42]
- على الرغم من قدرتها على تحمل الجفاف، إلا أن زراعة التوت الأحمر في ظل ظروف الجفاف قد تكون مشكلة حيث تتساقط الثمار مبكرًا إذا كان نظام الجذر يفتقر إلى الماء. [22]
- الثمار حساسة مما يجعل الاستخدام التجاري معقدًا. [27]
- قد يتعرض الأشخاص الحساسون للإصابة بالتهاب الجلد عند لمس أوراق شجرة التوت أو سيقانها أو ثمارها غير الناضجة. يمكن أن يؤدي نسغ الأوراق والفواكه غير الناضجة إلى الهلوسة واضطرابات الجهاز العصبي المركزي. [42]
- على الرغم من أن التوت مقاوم جدًا للعديد من مسببات الأمراض، إلا أن هناك بعض الأمراض التي يمكن أن تصيبه.
- تُحب العديد من أنواع الثدييات والطيور هذه الثمار، وهو ما يكون مفيدًا للتنوع البيولوجي من ناحية، ولكن من ناحية أخرى يؤدي إلى خسائر في الغلة أو تكاليف حماية عالية، حيث يصعب وضع الشباك لهذه الأشجار الكبيرة. [43]
- تستغرق عملية التكاثر وقتًا طويلاً بسبب فترة الجيل الطويلة. [44]
- تشمل الآفات والأمراض الشائعة التي تصيب نباتات التوت بقعة أوراق التوت، واللفحة البكتيرية (البكتيريا - Pseudomonas syringae pv. mori)، والبياض الدقيقي (الفطريات - Phyllactinia corylea وUncinula geniculata)، أو أمراض تعفن الجذور المختلفة. [45]